# H2AFZ
H2AFZ‏ (H2A histone family member Z) هوَ بروتين يُشَفر بواسطة جين H2AFZ في الإنسان.